# Silicato de sódio
Silicato de sódio, também conhecido como vidro líquido e água de vidro, encontrável em solução aquosa e na forma sólida, é um composto de fórmula Na2SiO3, utilizado em cimentos, proteção passiva ao fogo, refratários, produção de têxteis e madeira.

## Propriedades
Silicato de sódio é um sólido branco que é solúvel em água, produzindo uma solução alcalina. Existem muitos tipos deste composto, incluindo ortossilicato de sódio, Na4SiO4; metassilicato de sódio, Na2SiO3; polissilicato de sódio, (Na2SiO3)n; pirossilicato de sódio, Na6Si2O7, e outros. Todos são vítreos, incolores e dissolvem-se em água.
Silicato de sódio é estável em soluções neutras e alcalinas. Em soluções ácidas, o íon silicato reage com íons hidrogênio para formar ácido silícico, o qual quando aquecido e calcinado forma sílica gel, uma dura e vítrea substância.

## Estrutura
Diferente do carbonato de sódio, Na
2CO
3
, cuja estrutura contém íons carbonato discretos, contendo uma ligação dupla C=O, o Na
2SiO
3
 possui uma estrutura muito diferente, polimérica (Na
2SiO
3
)n, em que os íons metassilicato formam uma cadeia polimérica [—Si—O—Si—O—]n, uma vez que o silício não é capaz de formar ligações duplas Si=O.

## Obtenção
Carbonato de sódio e dióxido de silício reagem quando fundidos para formar silicato de sódio e dióxido de carbono.

## Usos

### Reparo de metais
Silicato de sódio é usado, juntamente com silicato de magnésio, em reparos e pastas adequadas para surdinas (silenciosos) de automóveis. Quando dissolvidas em água, tanto o silicato de sódio quanto o de magnésio formam uma pasta espessa que é fácil de ser aplicada. Quando o sistema de exaustão de um motor de combustão interna aquece-se a sua temperatura de operação, o calor remove o excesso de água da pasta. Os compostos de silicato que restam tem propriedades próximas as do vidro, produzindo um reparo permanente embora frágil.

### Reparo em automóveis
Silicato de sódio pode ser usado para selar vazamentos nos furos das galerias de água do cabeçote de um motor. Um uso comum é quando um cabeçote de motor a combustão fabricado com liga de alumínio,magnésio e sílica é deixado fora de funcionamento por períodos prolongados ou o fluido refrigerante não é mudado em intervalos apropriados, ocorrendo oxidação
na interface entre o cabeçote e a bloco do motor.
Um frasco de "vidro líquido" é derramado no radiador e permite-se que circule. O "vidro líquido" é injetado através da água do radiador na região quente do motor. Esta técnica funciona porque em 100 - 105 °C (210 - 220 °F) o silicato de sódio perde moléculas de água resultando um vedador muito poderoso que não re-funde-se abaixo de 815 °C (1500 °F). Este tratamento é frequentemente usado por vendedores de carros inescrupulosos para disfarçar uma cabeça desgastada
Um reparo de silicato de sódio de uma gaxeta de cabeçote com vazamento pode prender-se por até dois anos e mesmo mais em alguns casos. O efeito será quase imediato, e o vapor da água do radiador parará de sair na exaustão dentro de minutos da aplicação. Este reparo funciona somente com água no cilindro ou água para arejar aplicações e onde o silicato de sódio alcança a temperatura da "conversão" de 100 - 105 °C (210 - 220 °F).